# Morne Seychellois
Der Morne Seychellois ist mit 905 m der höchste Berg der Seychellen. Er befindet sich auf der Hauptinsel Mahé.
Der Berg ist von tropischem Regenwald bedeckt und bildet das Zentrum des seit 1979 mit 3045 ha größten Nationalparks des Landes, des Morne-Seychellois-Nationalparks.
Die Hauptstadt Victoria liegt etwa zwei Kilometer nordöstlich.